# Kiana Ledé
Kiana Ledé Brown (Phoenix, 3 de abril de 1997) é uma cantora, compositora, atriz e pianista norte-americana, conhecida por estrelar Zoe Vaugh na série Scream.